# Henry Proctor
Henry Proctor (anglès: Henry Arthur Proctor)  (Baxter Springs, 19 d'octubre de 1929 - Camas, 13 d'abril de 2005) fou un remer estatunidenc que va competir durant la dècada de 1950.
El 1952 va prendre part en els Jocs Olímpics d'Estiu de Hèlsinki, on guanyà la medalla d'or en la prova del vuit amb timoner del programa de rem.
Després de la seva victòria olímpica es va graduar a l'Acadèmia Naval dels Estats Units i el 1954 s'incorporà a les Forces Aèries dels Estats Units d'Amèrica, on arribà al grau de coronel abans de retirar-se el 1971.